# غراهام بيك
غراهام بيك (بالإنجليزية: Graham Peck)‏ هو لاعب كرة قدم أسترالية أسترالي، ولد في 15 مايو 1930، وتوفي في 28 يوليو 2015.

## وصلات خارجية
- غراهام بيك على موقع AustralianFootball.com (الإنجليزية)
- غراهام بيك على موقع AFLtables.com (الإنجليزية)